# روبرت بي ميلس
روبرت بي ميلس (بالإنجليزية: Robert P. Mills)‏ هو كاتب خيال علمي وكاتب ووكيل أدبي أمريكي، ولد في 10 فبراير 1920 في ميسولا في الولايات المتحدة، وتوفي في 8 فبراير 1986.